# Mongoloraphidia pakistanica
Mongoloraphidia pakistanica är en halssländeart som först beskrevs av H. Aspöck och U. Aspöck 1978.  Mongoloraphidia pakistanica ingår i släktet Mongoloraphidia och familjen ormhalssländor. Inga underarter finns listade i Catalogue of Life.